# Lumansonesque
Lumansonesque – rzeka we Francji, płynąca w całości na terenie departament Aveyron. Ma długość 16,49 km. Stanowi prawy dopływ rzeki Tarn. 

## Geografia
Lumansonesque ma źródła w pobliżu osady Molières w gminie Verrières. Rzeka początkowo płynie w kierunku południowo-zachodnim. W pobliżu osady Saint-Amans d'Escoudournac zmienia bieg na południowo-wschodni aż do ujścia do Tarnu w gminie Aguessac. 
Lumansonesque płynie w całości na terenie departament Aveyron, w tym 5 gmin: Verrières (źródło), Sévérac d'Aveyron, Saint-Léons, Compeyre oraz Aguessac (ujście). 

## Dopływy
Lumansonesque ma opisanych 9 dopływów o długości powyżej 2 km. Są to:
| - Barbade - Ruisseau de Salques - Ruisseau de la Galerie - Ruisseau des Pincelles | - Ruisseau de Malbosc - Ruisseau des Crouzets - Ruisseau de Destels - Ruisseau de la Roubayre |